# Infra
Infra je šesti studijski album slovenske alternativne rock skupine Siddharta, izdan 12. junija 2015. V obliki za digitalni prenos je bil na voljo že tri dni prej, 9. junija. Album je napovedal izid singla "Ledena" nekaj tednov prej. Produciral ga je Dejan Radičević, s katerim je skupina sodelovala že na svojem prvem albumu.
Album je bil posnet v skupininem lastnem studiu po imenu Studio 13.
24. oktobra 2016 je izšla remasterizirana verzija albumov Infra in Ultra v obliki trojne vinilne izdaje z naslovom Infra & Ultra. Prenos zvočnega zapisa na LP format je bil dobro sprejet.

## Ozadje
Skupina je že 2. februarja 2015 na svoji Facebook strani naznanila, da bo v kratkem posnela kar dva nova albuma, ki bosta izšla leta 2015. 17. aprila 2015 so na koncertu v Orto baru v Ljubljani predstavili dve nove pesmi, »Dios« in »Ledena«, ter napovedali izid novega albuma konec maja oz. začetek junija. 25. maja so na Facebook strani naznanili, da bo naslov albuma Infra. Ta album je torej prvi od dveh, ki ju je skupina izdala za 20. obletnico nastanka. Naslednji album, Ultra, je tako izšel decembra.

## Kritični odziv
Odzivi na album so bili mešani do pozitivni. Za revijo Rockline je Aleš Podbrežnik dejal, da Infra »grabi preverjeno, »domače« (že znano), obenem pa zelo učinkovito in prepričljivo, pa čeprav ne gre iskati na njem ustvarjalnih presežkov,« in album ocenil s 3 in pol zvezdicami. Veljko Njegovan je za Mladino rekel, da »plošček kljub vrhunski produkciji, dobro narejenih aranžmajih in zavedanju, da poslušamo veliki mainstream bend, zveni nekoliko prazno«. Kritizitral je predvsem Megličeva besedila, o katerih je napisal: »Tematika besedil je že tisočkrat prežvečena, zvočna podoba je pričakovana, glasbeni prijemi preverjeni in že uporabljeni.« Nasprotno pa je Matjaž Ambrožič za MMC RTV-SLO album slabše ocenil in ga pojmoval kot »nov simbol idejne recesije v deželi na sončni strani Alp ob začetku XXI. stoletja«, a je njegova recenzija naletela na kritike s strani bralcev članka v komentarjih.
Izid albuma je pritegnil pozornost tudi mednarodne glasbene revije AltWire in hrvaškega portala Muzika.hr. Ocene s strani obeh so bile pozitivne. Na portalu 24ur.com je bil dvojec albumov Infra in Ultra uvrščen na 11. mesto najboljših domačih albumov leta.

### Priznanja
| objava   | uvrstitev | seznam                     |
| -------- | --------- | -------------------------- |
| 24ur.com | 11.       | Albumi 2015 – domača scena |

Marca 2017 so za album prejeli platinasto ploščo (prodanih vsaj 4000 izvodov).

## Seznam pesmi
Vse pesmi je napisal Tomi Meglič, razen kjer je to navedeno. Vsa besedila je napisal Tomi Meglič.
| Št.             | Naslov                        | Dolžina |
| --------------- | ----------------------------- | ------- |
| 1.              | „Dios‟ (Meglič, Primož Benko) | 4:15    |
| 2.              | „Do konca‟ (Jani Hace)        | 3:52    |
| 3.              | „Onna‟ (Hace)                 | 4:03    |
| 4.              | „Ledena‟                      | 4:39    |
| 5.              | „Da sedere‟                   | 3:57    |
| 6.              | „Phatyuppie‟                  | 3:43    |
| 7.              | „Diamanti‟                    | 5:03    |
| 8.              | „Love Love‟                   | 2:57    |
| 9.              | „Piknik‟ (Meglič, Benko)      | 5:01    |
| 10.             | „Gianna‟ (Siddharta)          | 3:45    |
| Skupna dolžina: | Skupna dolžina:               | 41:15   |

## Zasedba

### Siddharta
- Tomi Meglič – vokal, kitara, spremljevalni vokali
- Primož Benko – kitara, spremljevalni vokali
- Boštjan Meglič – bobni, tolkala, spremljevalni vokali
- Jani Hace – bas kitara, tolkala, spremljevalni vokali
- Tomaž Okroglič Rous – klaviature, programiranje, spremljevalni vokali

### Dodatni glasbeniki
- Maruša Kos, Lana Asja Hegedüš, Špela Škaler, Sean Filipović, Enej Hace – vokali na »Love Love«
- Dejan Radičević – spremljevalni vokal na »Ledena«